# 2800 Ovidius
2800 Ovidius este un asteroid din centura principală, descoperit pe 24 septembrie 1960 de PLS.